# Helotes
Helotes är en stad i Bexar County i Texas. Vid 2010 års folkräkning hade Helotes 7 341 invånare.